# Internationale Union des Notariats
Die Internationale Union des Notariats (UINL, französisch Union Internationale du Notariat; früher: Internationale Union des Lateinischen Notariats) ist eine internationale Organisation mit Sitz in Rom. Sie vereinigt notarielle Berufsorganisationen aus Ländern, deren zivile Rechtsordnungen in der Regel dem kontinentaleuropäischen Typ zuzurechnen sind und die eine lateinische, vom römischen Recht hergeleitete Notariatsordnung kennen. Als Nichtregierungsorganisation verfolgt sie das Ziel, die Zusammenarbeit zwischen Notaren weltweit koordinierend und unterstützend zu begleiten und die notarielle Tätigkeit auf internationaler Ebene zu fördern, zu koordinieren und weiterzuentwickeln. Dadurch sollen eine enge länderübergreifende Zusammenarbeit der Notariate erreicht und ihre Unabhängigkeit gewährleistet werden, damit die Notare besser in der Lage sind, der Gesellschaft zu dienen. Die UINL vertritt die Gesamtheit der lateinischen Notariate, deren Mitglieder Juristen sind und ein öffentliches Amt im Bereich der vorsorgenden Rechtspflege ausüben.
Die UINL wurde am 2. Oktober 1948 anlässlich des Ersten Internationalen Kongresses des Lateinischen Notariats in Buenos Aires zunächst auf informeller Ebene gegründet. Formell wurde die Gründung dann 1950 beim Folgekongress in Madrid nachvollzogen.

## Mitglieder
Die Mitgliedsnotariate werden durch ihre jeweiligen nationalen oder regionalen Notarkammern oder Notarorganisationen oder vergleichbare Organisationen vertreten. Jedes Land hat eine Stimme.
Der UINL gehören derzeit die Notariate folgender 91 Länder an (Stand 2. Oktober 2019)
- Europa
  - Albanien
  - Andorra
  - Belarus
  - Belgien
  - Bosnien und Herzegowina
  - Bulgarien
  - Deutschland
  - England (London)
  - Estland
  - Frankreich
  - Griechenland
  - Italien
  - Kosovo
  - Kroatien
  - Lettland
  - Litauen
  - Luxemburg
  - Malta
  - Moldawien
  - Monaco
  - Montenegro
  - Niederlande
  - Nordmazedonien
  - Österreich
  - Polen
  - Portugal
  - Rumänien
  - Russland
  - San Marino
  - Schweiz
  - Serbien
  - Slowakei
  - Slowenien
  - Spanien
  - Tschechien
  - Türkei
  - Ukraine
  - Ungarn
  - Vatikan
- Amerika
  - Argentinien
  - Bolivien
  - Brasilien
  - Chile
  - Costa Rica
  - Dominikanische Republik
  - El Salvador
  - Ecuador
  - Guatemala
  - Haiti
  - Honduras
  - Kolumbien
  - Kuba
  - Mexiko
  - Nicaragua
  - Panama
  - Paraguay
  - Peru
  - Puerto Rico (USA)
  - Quebec (Kanada)
  - Uruguay
  - Venezuela
- Afrika
  - Algerien
  - Benin
  - Burkina Faso
  - Côte d’Ivoire (Elfenbeinküste)
  - Gabun
  - Guinea
  - Kamerun
  - Republik Kongo
  - Madagaskar
  - Mali
  - Marokko
  - Mauretanien
  - Mauritius
  - Niger
  - Senegal
  - Togo
  - Tschad
  - Tunesien
  - Zentralafrikanische Republik
- Asien
  - Armenien
  - Volksrepublik China
  - Georgien
  - Indonesien
  - Japan
  - Kasachstan
  - Libanon
  - Mongolei
  - Südkorea
  - Usbekistan
  - Vietnam